# ألفرد فوهل
ألفرد وول (بالألمانية: Alfred Wohl) هو كيميائي وأستاذ جامعي ألماني، ولد في 3 أكتوبر 1863 في بروسيا الغربية، وتوفي في 25 ديسمبر 1939 في ستوكهولم في السويد.